# Добраја (Караш-Северин)
Добраја (рум. Dobraia) насеље је у Румунији у округу Караш-Северин у општини Корнерева. Oпштина се налази на надморској висини од 836 m.

## Становништво
Према подацима из 2002. године у насељу је живело 23 становника, од којих су сви румунске националности.